# Penitenciária Desembargador Flósculo da Nóbrega
A Penitenciária Desembargador Flósculo da Nóbrega, mais conhecida como Presídio do Róger, é uma unidade prisional localizada em João Pessoa, capital do estado brasileiro da Paraíba. Construído ainda nos anos 1940, o presídio conta com aproximadamente mil e cem presos e se localiza no bairro do Róger.

## Irregularidades
Em 2012, foi anunciado à mídia que o presídio precisava ser desativado por falta de condições mínimas para o aprisionamento e a reintegração de seus apenados. A recomendação para fechamento foi encaminhada ao Conselho Nacional de Justiça (CNJ) em relatório do mutirão carcerário do CNJ daquele ano, feito na Paraíba.
Juízes e representantes da Defensoria Pública e do Ministério Público percorreram, junto com o conselheiro do Departamento de Monitoramento e Fiscalização do Sistema Carcerário, pavilhões do Róger e inspecionaram as más condições de higiene e conservação em que se encontra a unidade prisional.
Tais visitas foram motivadas por denúncias feitas por presidiários e pelo Conselho Estadual de Direitos Humanos (CEDH–PB) sobre superlotação e maus-tratos contra apenados. No Pavilhão 4, o chão do corredor se encontrava coberto por restos de comida, o que atraía  revoadas de moscas, que infestavam o espaço entre as celas, nas quais até trinta pessoas dividiam o espaço criado para abrigar no máximo doze. Os detentos denunciaram problemas na comida, a qual falta sal e carne. Além disso, havia também falta de pessoal de apoio e de agentes penitenciários.
Em 2011, o fechamento já havia sido recomendado pelo ao poder executivo estadual, já que 1.109 apenados viviam em num presídio que tem capacidade para apenas 480 vagas.

## Rebeliões constantes
O Presídio do Róger é palco de rebeliões constantes, a maioria em virtude das condições precárias da unidade ou por brigas de facções. Em 2011 um tumulto começou com o desentendimento de detentos de facções criminosas e terminou com doze feridos e dois mortos. A segurança no presídio foi reforçada e as celas passaram por revista. Durante a fiscalização, os agentes encontraram armas artesanais, como facas e estiletes.
Em 2013 rebeliões ocorreram, com a mortes e espancamentos entre presos.